# Acheloo
Acheloo (in greco antico: Ἀχελῷος?, Achelṑos) è un personaggio della mitologia greca, un dio-fiume (Potamoi) figlio del titano Oceano e della titanide Teti.
Fu padre di Ippodamante ed Oreste avuti da Perimede, figlia di Eolo. Gli viene attribuita anche la paternità delle sirene a volte con Sterope ed altre con Melpomene.
Geograficamente, Acheloo corrisponde all'odierno Aspropotamo, il secondo tra i fiumi più lunghi della Grecia.

## Mitologia
È la più importante delle divinità acquatiche greche ed il primo fra tutti i fratelli fiumi. Veniva immaginato nella forma di un toro, come spesso avveniva anche per altre divinità fluviali.

Compare nel ciclo delle fatiche di Eracle quando aspirava alle nozze con Deianira, figlia di Eneo e re degli Etoli, che era stata chiesta in moglie da Eracle.

Durante la lotta fra i due, Acheloo si trasformò prima in serpente, quindi in toro (come narra Sofocle), poi in un drago viscido e iridescente ed infine in un uomo dalla testa di bue così Eracle gli strappò un corno.

Acheloo si considerò vinto e gli cedette il diritto di sposare Deianira ma rivolle indietro il suo corno e dando in cambio un corno della capra Amaltea, la nutrice di Zeus, ossia la cornucopia.

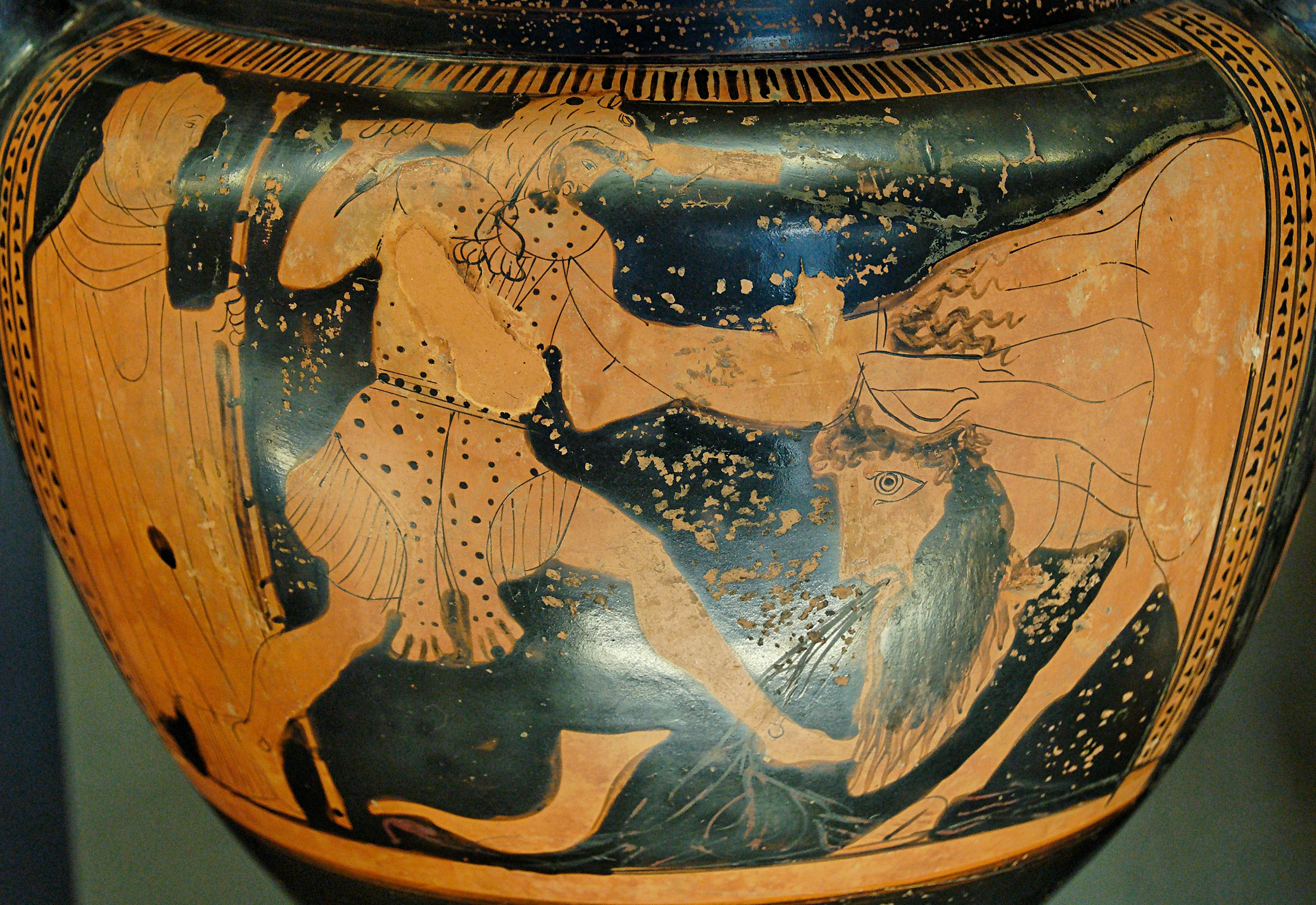
Eracle che combatte contro Acheloo, lato A di cratere a figure rosse, 450 a.C., da Agrigento (Parigi, Louvre).

Dalle gocce di sangue cadute dalla sua ferita nacquero le sirene, chiamate infatti Acheloides dal nome del padre.

Secondo altre tradizioni, queste sarebbero invece nate dall'unione di Acheloo con la musa Tersicore o con Melpomene.

## Culto
Era considerato anche il padre di molte fonti, quali la fonte Pirene di Corinto, la fonte Castalia di Delfi e la fonte Dirce di Tebe. Anche Calliroe, che sposò Alcmeone, è considerata sua figlia, ma la tradizione non ne nomina la madre. Viene nominato anche come protettore delle acque dolci, tanto che Virgilio si riferisce generalmente alle acque come Acheloia pocula.
La spiegazione di questo mito, che si riferisce alla fertilità della pianura bagnata dal fiume Acheloo e agli sforzi per contenerne le acque nell'alveo, fu già data da Strabone. Sin dai tempi più antichi era tenuto in grande venerazione per la vicinanza dell'oracolo di Dodona, che, ad ogni responso, aggiungeva l'obbligo di sacrificare all'Acheloo. Esso perciò veniva invocato anche nei sacrifici, nelle preghiere e nei giuramenti, e forse per questo fu dato il suo nome anche ad altri fiumi minori della Tessaglia e dell'Arcadia.

## Rappresentazione

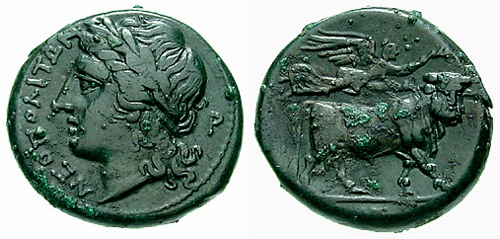
Moneta di Napoli con raffigurazione di toro androcefalo, da riconoscersi come Acheloo

Venne spesso rappresentato su pitture vascolari, soprattutto nella ceramica attica a figure nere e rosse, in particolare mentre lotta con Eracle. Ritorna spesso anche in figurazioni di monete.